# Simpson Horror Show XVI
Le Simpson Horror Show XVI (France) ou Spécial d'Halloween XVI (Québec) (Treehouse of Horror XVI) est le 4e épisode de la saison 17 de la série télévisée d'animation Les Simpson.

## Synopsis

### Introduction
Kang et Kodos regardent un match de baseball. Kodos rappelle qu'ils doivent envoyer l'épisode spécial Halloween, alors Kang envoie un rayon accélérateur qui finit par aspirer toute la Terre ainsi que l'Univers avec leur vaisseau spatial, et il montre un post-it sur lequel est écrit le titre de cet épisode.

### Intelligence Bartificielle
Après être tombé du 5e étage de l'appartement de Patty et Selma, Bart Simpson se retrouve dans un profond coma. Le docteur Hibbert propose alors aux Simpson un robot qui peut remplacer leur fils, un fils parfait. Bart en se réveillant du coma découvre son nouveau frère, David, dont il devient vite jaloux...

### La Persistance du plus gros
Homer est invité chez M. Burns pour une partie de chasse. Mais il se rend rapidement compte qu'il n'est en réalité pas le chasseur mais le gibier dans une partie de chasse humaine : M. Burns est à ses trousses, et il doit survivre une journée s'il veut garder la vie sauve…

### Ma sorcière mal-aimée
À l'occasion d'Halloween, tous les habitants à Springfield se sont déguisés et ont organisé un concours de costumes. Une véritable sorcière y est déclarée victorieuse, mais elle est forcée de révéler son identité lorsque le maire lui demande qui se cache derrière ce déguisement. Elle est alors disqualifiée. Pour se venger, elle jette un sort à tous les habitants de Springfield et les transforme en ce en quoi ils sont déguisés. Tout le monde doit alors s'adapter à leur transformation, jusqu'à que Lisa se rende compte que Maggie, devenue sorcière à son tour, peut utiliser son pouvoir pour conjurer le sort. Tous les autres habitants entrent chez les Simpson, Bart, Milhouse, et Wiggum refusant de redevenir normaux. Maggie transforme alors tout le monde en tétine, puis part avec son balai. Les habitants acceptent leur sort, puis Moe commence à parler des adultes illettrés en disant que pour eux, lire une lettre est « plus terrifiant que n'importe quelle créature d'Halloween ». Dennis Rodman, lui aussi transformé, dit « qu'à tous, ils peuvent réussir à lire une BD ». Il souhaite ensuite aux spectateurs un joyeux Halloween, et l'épisode se termine.